# Emilio Delgado (actor)
Emilio Ernest Delgado (Calexico, 8 de mayo de 1940-Nueva York, 10 de marzo de 2022) fue un actor y cantante mexicoestadounidense conocido por su papel de Luis, el propietario de Fix-it Shop, en la serie de televisión infantil Sesame Street. Delgado se unió al elenco de Sesame Street en 1971 y permaneció allí hasta que no se renovó su contrato en 2016, como parte de la remodelación de la serie por parte de Sesame Workshop.
Tras su partida, el taller afirmó que Delgado continuaría representándolos en eventos públicos. Delgado también apareció como Luis en el especial de televisión Sesame Street's 50th Anniversary Celebration. Comenzó su carrera profesional en Los Ángeles en 1968. Delgado vivía en la ciudad de Nueva York con su esposa Carole y también formó parte de la junta directiva del Bayard Rustin Center for Social Justice, un lugar seguro LGBT, centro de activistas comunitarios y puente educativo dedicado a honrar a Bayard Rustin a través de su misión y buena obras.

## Biografía

### Primeros años
Delgado nació en Calexico, California; hijo de Emilio Delgado y Carmen Rodríguez Delgado el 8 de mayo de 1940.
Se crio en la casa de sus abuelos en Mexicali, Baja California, dentro de una familia de escasos recursos. Como ciudadano de los Estados Unidos, caminaba todos los días para asistir a una escuela pública en Calexico. Comenzó a laborar en trabajos ocasionales cuando tenía diez años y en la tienda de bicicletas de su tío a los 12. Su familia se mudó a Glendale, California cuando él era un adolescente. Durante la escuela secundaria, tres años de los cuales asistió a Glendale High School, se convirtió en presidente del Thespian Club, tocó el trombón tanto en su orquesta como en una banda de jazz, y fue tambor mayor en la banda de música.
Delgado se opuso "firme y moralmente" a la Guerra de Vietnam, pero se alistó en la Guardia Nacional del Ejército de California durante seis años, sirviendo a nivel nacional. Delgado, un cabo de suministros, fue enviado a los disturbios de Watts en Los Ángeles, en 1965, donde "se sorprendió al ver a los guerreros de fin de semana recibir munición real para usar contra otros estadounidenses".
Delgado comenzó a actuar profesionalmente en 1968, después de nueve años de "tratar de derribar puertas en Los Ángeles para entrar". Ese año, recibió su primer trabajo de Equity en una obra de teatro de verano protagonizada por Martha Raye, y luego fue elegido para la primera telenovela mexicano-estadounidense, Canción de la Raza.
Al hacerse amigo del actor Sergei Tschernisch en la compañía de teatro Inner City Repertory de Los Ángeles, Delgado se enteró del nuevo programa de teatro en CalArts, dirigido por el rector Herb Blau. Si bien ya era un actor profesional a partir de su inscripción en 1970, Delgado elogió los métodos de Blau y sugirió que su método de vanguardia era "increíble".
A partir de 1970, fue el director artístico del nuevo Centro Mexicano-Americano de Artes Creativas, que enseñaba a estudiantes chicanos de secundaria y universitarios desde el sótano del Centro Comunitario Euclid Heights en el este de Los Ángeles. Delgado le dijo a Los Angeles Times: "Somos 100% positivos en nuestro enfoque, y somos intransigentes en nuestra creencia de que nuestros hijos saldrán pensando en sí mismos como artistas. Nada nos impedirá lograr nuestra identificación en la sociedad estadounidense".
Delgado tuvo un papel invitado en un episodio de octubre de 1970 Storefront Lawyers, antes de ser elegido como una serie regular en Angie's Garage, en noviembre de 1970. La nueva serie infantil se centró en servir a los niños mexicano-estadounidenses. Fue catalogado como un cantante y guitarrista. Especuló que los productores de Sesame Street lo descubrieron a través de la serie.
Delgado pudo hacer trabajos de doblaje, con y sin acento.

### Primeros años enSesame Street(1971-1988)
En Sesame Street, su personaje, Luis junto con Raúl Juliá como Rafael, fueron las primeras incorporaciones humanas al elenco original. Luis era un manitas y un aspirante a escritor, que debutó en el programa en 1971 simultáneamente con Julia. Juntos dirigieron el Fix-It Shop de L&R hasta que Julia dejó el programa después de una temporada, y Luis dirigió el Fix-It Shop solo a partir de ese momento. 
La enorme popularidad de Sesame Street creó una avalancha de grupos que brindaron información sobre el plan de estudios en su segunda temporada. Durante la temporada, el programa intentó enseñar español a niños cuya lengua materna era el inglés. El productor Jon Stone le dijo a The Pittsburgh Press que sus intentos fueron "un desastre. Fue tokenismo en el mejor de los casos y condescendencia en el peor". Para la tercera temporada, el programa reinició sus esfuerzos, agregando puertorriqueños y chicanos, y creando nuevos segmentos en español. Se agregaron siete nuevos miembros del elenco al comienzo de la temporada, incluidos Delgado, Panchito Gómez, Raúl Julia y Sonia Manzano. Delgado todavía estaba inscrito en CalArts, a partir del casting. El personaje de Delgado, Luis, dirigía "The Fix-It Shop", un servicio de reparación en Sesame Street, junto con el Rafael de Julia. El personaje ha sido descrito como la "antítesis" de los estereotipos mexicano y latino que proliferaban en la televisión de la época, ya que era "una persona honesta, íntegra, trabajadora, afable". Delgado esperaba que el papel durara una o dos temporadas.
Delgado se unió a los eventos en vivo de la serie al menos en 1972, cuando actuó con la Orquesta Sinfónica de Jackson.
Delgado fue nombrado coordinador del Grupo de Trabajo Bilingüe del Sesame Workshop y enviado a todo el país para reunirse con grupos. Los esfuerzos tenían como objetivo generar más actualizaciones del contenido en la temporada 4. Comentó en 1972 que la serie no "enseñaba español, enseñamos en español".
Se cree que Delgado desempeñó "el mismo papel en la televisión estadounidense durante más tiempo que cualquier otro actor mexicano-estadounidense", según CalArts.

### Temporadas posteriores enSesame Street(1988-2016)
Durante la temporada 19 de Sesame Street, estrenada en 1988, Luis se enamoró de María, interpretada por Sonia Manzano, y se casó con ella. Los personajes Luis y María enseñaron a los televidentes sobre la cultura y el idioma español a lo largo de su programa compartido. Según Delgado, "hasta el día de hoy, hay fanáticos que quieren creer que el episodio de la boda de Luis y María en 1988 fue real", pero el hecho es que fue una actuación excelente".
Delgado apareció más tarde en varias convenciones de cultura pop, a menudo bajo la marca "Humans of Sesame Street". Delgado también repitió el papel de Luis en el especial de televisión Sesame Street's 50th Anniversary Celebration.

### Otros trabajos
Delgado asumió papeles de invitado en otras series, mientras que Sesame Street no estaba grabando. En particular, tuvo un papel recurrente como el editor de noticias nacionales Rubin Castillo en la serie de televisión Lou Grant.
Delgado protagonizó la producción del Teatro Alley de Quixote Nuevo (2020) de Octavio Solis, una adaptación chicana moderna de Don Quijote.
En Los Ángeles, fue miembro de la compañía Inner City Rep, The Group Repertory y LA Repertory. Algunos de sus créditos teatrales en la ciudad de Nueva York incluyen Floating Home (HExTC), Boxing 2000 (Richard Maxwell NYC Players), Dismiss All the Poets (New York Fringe Festival 2002), la adaptación de Nilo Cruz de A Very Old Man with Enormous Wings (Shakespeare Theatre of New Jersey), Dinosaurios (IATI), Night Over Taos (INTAR Theatre) una adaptación de How the García Girls Lost Their Accents (Round House Theatre), y Emilio apareció en el papel del Rey Claudio en la producción de Asolo Repertory Theatre de Hamlet, príncipe de Cuba, con actuaciones alternas en inglés y español, donde un crítico escribió que Delgado "es tan brillante como el rey Claudio".
Sus otras apariciones en televisión incluyen House of Cards, Law & Order, Law & Order: Criminal Intent y Law & Order: Special Victims Unit. Fue miembro habitual del reparto de Lou Grant y de la efímera Born to the Wind. También apareció en episodios de Police Story, Hawaii Five-O y Quincy, M.E.
El otro esfuerzo creativo de Delgado fue cantar y grabar con la banda Pink Martini. Actuó con la banda en el Carnegie Hall y el Town Hall de Nueva York, en el Hollywood Bowl de Los Ángeles, en el Chateau Ste. Michelle Winery de en Woodinville y en el Arlene Schnitzer Concert Hall, el Crystal Ballroom y el Zoológico de Oregón en Portland. Aparece en su álbum Splendor in the Grass, en el que grabó la canción "Sing", a dúo con China Forbes.

### Vida personal
Delgado tenía un hijo de un matrimonio anterior. Estaba casado con su esposa posterior, Carole. Juntos tuvieron una hija.
La voz de Delgado ha sido descrita como "grave y sonora, sus palabras precisas y deliberadas".
En 2020, a Delgado le diagnosticaron mieloma múltiple. Falleció a causa de la enfermedad en su casa de Nueva York, Estados Unidos el 10 de marzo de 2022, a la edad de 81 años.

## Filmografía

### Cine
- I Will Fight No More Forever - Película para televisión - Ollokot (1975)
- Born to the Wind - White Bull (1982)
- Sesame Street Presents: Follow That Bird - Luis Rodríguez (1985)
- Reggie’s Prayer - Locutor del estadio (1996)
- The Adventures of Elmo in Grouchland - Luis Rodríguez (1999)
- A Case of You - Roberto (2013)
- Peeples - Jefe Oneka (2013)

### Televisión
- Sesame Street - Luis Rodríguez (1971–2015 y 2019)
- Cannon - episodio - Cry Wolf - Dr. Guiterrez (1976)
- Police Story - episodio - Clase de español - Agitador # 1 (1976)
- Hawaii Five-O - episodio - El noveno paso - Vic Salazar (1977)
- ABC Weekend Specials - episodio - Tales of the Nunundaga - White Bull (1977)
- The Chisholms - Miniserie de TV - Native Trader (1979)
- Lou Grant - 19 episodios - Rubin Castillo (1979-1982)
- Quincy, M.E. - episodio - Bienvenido a Paradise Palms - Felix Wanaka (1980)
- Quincy - episodio - DUI - Oficial García (1981)
- Falcon Crest - episodio - Piloto no emitido - Fernando Diaz (1982)
- Falcon Crest - episodio - El señor de la mansión - Paul (1982)
- Learning About Letters - Cortometraje de Barrio Sésamo - Luis Rodríguez (1986)
- Sing Along - Barrio Sésamo Video corto - Luis Rodríguez (1987)
- Sesame Street, Special - Película para televisión - Luis Rodríguez (1988)
- Let's Learn to Play Together - Videojuego Barrio Sésamo - Luis Rodríguez (1988)
- Sesame Street: 20 and Still Counting - Especial de TV - Él mismo / Luis Rodríguez (1989)
- Sing Yourself Silly! - Cortometraje Barrio Sésamo - Luis Rodríguez (1990)
- Sesame Street Home Video Visits the Hospital - Barrio Sésamo Video corto - Luis Rodríguez (1990)
- Sesame Street Stays Up Late! - Especial de TV - Él mismo/Luis Rodríguez (1993)
- 25 cumpleaños All-Star: ¡Estrellas y calle para siempre! - Película para televisión Barrio Sésamo - Luis Rodríguez (1994)
- Elmo salva la Navidad - Video - Luis Rodríguez (1996)
- Learn Along with Sesame - episodios - Lead Away y For Me, For You, For Latter (1996-2011)
- Elmopalooza ! - Especial de TV - Él mismo/Luis Rodríguez (1998)
- Sesame Street 'A Is for Asthma' - Cortometraje de Barrio Sésamo - Luis Rodríguez (1998)
- Cosby - episodio - Es una esposa maravillosa (2000)
- Between the Lions - episodio - El carnero en el campo de pimienta - El carnero (voz) (2000)
- Law & Order - episodio - Entrega Dorothy - Elias Soriano (2000)
- Sesame Street: Three Bears and a New Baby - Video - Luis Rodríguez (2003)
- Law & Order: Criminal Intent - episodio - Pas de Deux - Ari Hernandez (2004)
- Red Dead Revolver - Videojuego - Bandits #3, D-Troopers #1 (2004)
- Sesame Street Presents: The Street We Live On' - Película para televisión - Luis Rodríguez (2004)
- Sesame Street: Friends to the Rescue - Vídeo - Luis Rodríguez (2005)
- Guess That Shape and Color - Barrio Sésamo Video corto - Luis Rodriguez (2006)
- Law & Order: Criminal Intent - episodio - Enmienda - Rodolfo Delgado (2007)
- Ready for School - Barrio Sésamo Video - Luis Rodríguez (2007)
- Ley y orden: Unidad de víctimas especiales - episodio - Inconcebible - Enrique Diaz (2008)
- The 36th Annual Daytime Emmy Awards - Especial de TV - Él mismo (sin acreditar) (2009)
- Persona de interés - episodio - Piloto - Detective Padilla (sin acreditar) (2011)
- Sesame Street: Fairy Tale Fun! - Vídeo - Luis Rodríguez (2013)
- Little Children, Big Challenges - episodio - Encarcelamiento - Luis Rodríguez (2013)
- The Michael J. Fox Show - episodio - Parejas - Vendedor de flores (2014)
- I Am Big Bird: The Caroll Spinney Story - Documental - Él mismo (2014)
- House of Cards - episodio - Capítulo 33 - Embajador Dávila (2015)
- The Get Down - 1 episodio - Ministro Ruiz (2017)
- Red Dead Redemption 2 - Videojuego - Del Lobos, la población peatonal local (2018)
- Red Dead Online - Alfredo Montez (2018)
- The Bravest Knight - 3 episodios The King (voz) (2019)[24]
- Sesame Street's 50th Anniversary Celebration - Especial de TV - Luis Rodríguez (2019)
- Quixote Nuevo - Houston Alley Theatre - Don Quijote (2020)